# Perry (Georgia)
Perry è una città degli Stati Uniti d'America, situata nello Stato della Georgia e in particolare nella contea di Houston, della quale è il capoluogo. Una piccola porzione della città si trova nella contea di Peach.

## Perry nel cinema
Nella città sono state girate parti del film La città verrà distrutta all'alba (2010).